# Simone Trimboli
Simone Trimboli (Lavagna, 2002. április 19. –) olasz utánpótlás-válogatott labdarúgó, a Mantova középpályása.

## Pályafutása

### Klubcsapatokban

#### Sampdoria
2010 és 2021 között az olasz Sampdoria akadémiáján nevelkedett. A 2019-20-as szezonban ő volt az U18-as csapatnak a kapitánya. 2021. október 8-án profi szerződést írt alá a klubbal, amely 2024 júniusáig szólt. A felnőtt csapatban az olasz élvonalban 2022. március 12-én mutatkozott be egy Juventus elleni mérkőzésen.

#### Ferencváros
2023 februárjában kölcsönbe szerződtette őt a Ferencváros, ahol a második csapatban kapott szerepet, de egyszer a Soroksár, háromszor pedig a Ferencváros első csapatának a kispadjára is leülhetett.

#### Mantova
2023. július 28-án hároméves szerződést írt alá az olasz harmadosztályú Mantovával.

### Válogatott
Többszörös olasz utánpótlás-válogatott.